# A2 (estrada)

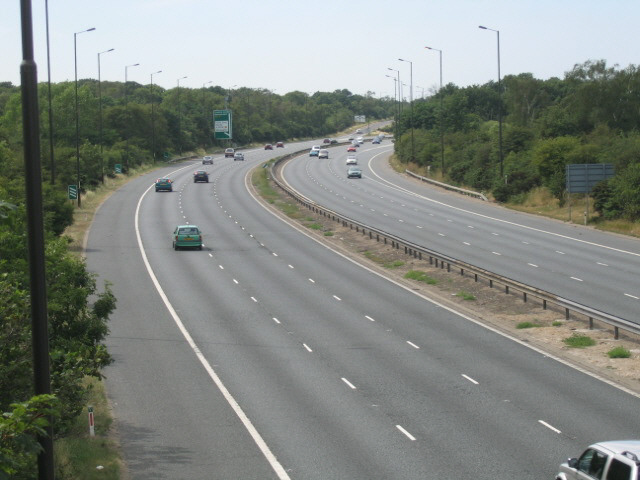
A A2 em Leyton Cross

A A2 é uma grande estrada no sul da Inglaterra, Reino Unido, conectando Londres ao porto de Dover, no English Channel, Kent. Esta via teve sempre grande importância como ligação entre a Europa Continental e a maior parte das Ilhas Britânicas.
Diferentemente de outras estradas A de um dígito na Grã-Bretanha, a A2 não forma uma zona limítrofe (neste caso, entre as Zonas 1 e 2). Realmente, o limite entre as Zonas 1 e 2 é o rio Tâmisa.